# Olaus Andreas Grøndahl

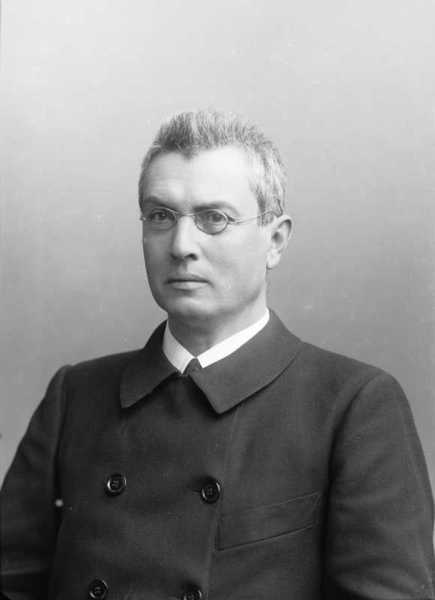
Olaus Andreas Grøndahl.

Olaus Andreas Grøndahl, född 6 november 1847 i Kristiania (nuvarande Oslo), död 31 december 1923, var en norsk musiker och sångpedagog. Han var son till Anders Grøndahl.
Grøndahl blev student 1866, men inriktade sig på musik, studerade musikteori och deltog som tenor mycket i det privata musiklivet. Ett par år vistades han vid Leipzigs musikkonservatorium och därefter i Köln för att studera sång. År 1875 ingick han äktenskap med Agathe Backer-Grøndahl, och var därefter verksam som sångpedagog i Kristiania. Han var under flera år var dirigent för hantverkarsångföreningen där, stiftade en blandad kör, Grøndahls kör, med vilken han uppförde en rad större verk, och blev efter Johan Didrik Behrens avgång och död dirigent såväl för köpmännens som studenternas sångföreningar, senare även för officerarnas och frimurarnas sångföreningar; dessutom var han sånglärare vid krigsskolan och flera privata skolor. År 1894 vistades han med stipendium i utlandet för att studera metoder för skolans sångundervisning. År 1900 ledde han tillsammans med Iver Holter och Johan Svendsen de norska konserterna i Paris. År 1902 avgick han som dirigent i köpmännens sångförening, 1905 företog han en konsertturné i Amerika med studentsångföreningen. År 1912 tog han avsked som kördirigent och sånglärare. Av kompositioner från hans hand föreligger en del manskör samt "Foran sydens kloster" av Bjørnstjerne Bjørnsons "Arnljot Gelline" for soli, kör och orkester.